# Henk Grol
Hindrik Grol –conocido como Henk Grol– (Veendam, 14 de abril de 1985) es un deportista neerlandés que compite en judo.
Participó en cuatro Juegos Olímpicos, obteniendo dos medallas, bronce en Pekín 2008 y  bronce en Londres 2012, ambas en la categoría de –100 kg. En los Juegos Europeos consiguió dos medallas, oro en Bakú 2015 y bronce en Minsk 2019.
Ganó tres medallas de plata en el Campeonato Mundial de Judo entre los años 2009 y 2013, y nueve medallas en el Campeonato Europeo de Judo entre los años 2008 y 2021.

## Palmarés internacional
| Juegos Olímpicos   | Juegos Olímpicos        | Juegos Olímpicos  | Juegos Olímpicos |
| Año                | Lugar                   | Medalla           | Categoría        |
| ------------------ | ----------------------- | ----------------- | ---------------- |
| 2008               | Pekín (China)           | Medalla de bronce | –100 kg          |
| 2012               | Londres (Reino Unido)   | Medalla de bronce | –100 kg          |
| Campeonato Mundial |                         |                   |                  |
| Año                | Lugar                   | Medalla           | Categoría        |
| 2009               | Róterdam (Países Bajos) | Medalla de plata  | –100 kg          |
| 2010               | Tokio (Japón)           | Medalla de plata  | –100 kg          |
| 2013               | Río de Janeiro (Brasil) | Medalla de plata  | –100 kg          |
| Juegos Europeos    |                         |                   |                  |
| Año                | Lugar                   | Medalla           | Categoría        |
| 2015               | Bakú (Azerbaiyán)       | Medalla de oro    | –100 kg          |
| 2019               | Minsk (Bielorrusia)     | Medalla de bronce | +100 kg          |
| Campeonato Europeo |                         |                   |                  |
| Año                | Lugar                   | Medalla           | Categoría        |
| 2008               | Lisboa (Portugal)       | Medalla de oro    | –100 kg          |
| 2009               | Tiflis (Georgia)        | Medalla de plata  | –100 kg          |
| 2010               | Viena (Austria)         | Medalla de plata  | –100 kg          |
| 2013               | Budapest (Hungría)      | Medalla de plata  | –100 kg          |
| 2015               | Bakú (Azerbaiyán)       | Medalla de oro    | –100 kg          |
| 2016               | Kazán (Rusia)           | Medalla de oro    | –100 kg          |
| 2018               | Tel Aviv (Israel)       | Medalla de bronce | +100 kg          |
| 2019               | Minsk (Bielorrusia)     | Medalla de bronce | +100 kg          |
| 2021               | Lisboa (Portugal)       | Medalla de plata  | +100 kg          |